# Bonellia viridis
Bonellia viridis is een lepelworm uit de familie Bonelliidae. De wetenschappelijke naam van de soort werd in 1822 door Luigi Rolando gepubliceerd, tegelijk met de naam van het geslacht.

## Beschrijving
Deze worm heeft een groene, giftige huid. De vrouwtjes kunnen wel 15 cm lang worden en hebben een slurf, die 1 meter ver kan worden uitgestrekt om voedsel op te nemen. Als ze worden aangeraakt, wordt de slurf teruggetrokken.

## Voorkomen
Deze soort is zeldzaam in Noord-Europese wateren maar algemeen in de Middellandse Zee.